# 5회 농심 신라면배 세계바둑 최강전
4회 농심 신라면배 세계바둑 최강전은 대한민국, 중국, 일본의 한국이 5연패를 달성했다.  

## 대국 결과

### 제5회 (2003년~2004년)
| 대국 | 대국일자 | 대국일자  | 차전  | 장소                                    | 승자                 | 패자                 | 결과             | 기보                             |
| ---- | -------- | --------- | ----- | --------------------------------------- | -------------------- | -------------------- | ---------------- | -------------------------------- |
| 1    | 2003년   | 10월 22일 | 1차전 | 중국 베이징 징광(京廣) 호텔             | 장쉬 九단            | 위빈 九단            | 258수 백 불계승  | [ 깨진 링크 ( 과거 내용 찾기 ) ] |
| 2    | 2003년   | 10월 23일 | 1차전 | 중국 베이징 징광(京廣) 호텔             | 장쉬 九단            | 허영호 二단          | 252수 흑 1집반승 | [ 깨진 링크 ( 과거 내용 찾기 ) ] |
| 3    | 2003년   | 10월 24일 | 1차전 | 중국 베이징 징광(京廣) 호텔             | 왕레이 八단          | 장쉬 九단            | 245수 흑 3집반승 | [ 깨진 링크 ( 과거 내용 찾기 ) ] |
| 4    | 2003년   | 10월 25일 | 1차전 | 중국 베이징 징광(京廣) 호텔             | 왕레이 八단          | 홍민표 三단          | 179수 흑 불계승  | [ 깨진 링크 ( 과거 내용 찾기 ) ] |
| 5    | 2003년   | 11월 12일 | 2차전 | 부산 농심호텔                           | 고바야시 고이치 九단 | 왕레이 八단          | 303수 흑 1집반승 | [ 깨진 링크 ( 과거 내용 찾기 ) ] |
| 6    | 2003년   | 11월 13일 | 2차전 | 부산 농심호텔                           | 고바야시 고이치 九단 | 박지은 四단          | 243수 흑 7집반승 | [ 깨진 링크 ( 과거 내용 찾기 ) ] |
| 7    | 2003년   | 11월 14일 | 2차전 | 부산 농심호텔                           | 고바야시 고이치 九단 | 저우허양 九단        | 230수 백 불계승  | [ 깨진 링크 ( 과거 내용 찾기 ) ] |
| 8    | 2003년   | 11월 15일 | 2차전 | 부산 농심호텔                           | 원성진 五단          | 고바야시 고이치 九단 | 279수 흑 3집반승 | [ 깨진 링크 ( 과거 내용 찾기 ) ] |
| 9    | 2003년   | 11월 16일 | 2차전 | 부산 농심호텔                           | 원성진 五단          | 후야오위 七단        | 272수 백 4집반승 | [ 깨진 링크 ( 과거 내용 찾기 ) ] |
| 10   | 2003년   | 11월 17일 | 2차전 | 부산 농심호텔                           | 원성진 五단          | 류시훈 九단          | 120수 백 불계승  | [ 깨진 링크 ( 과거 내용 찾기 ) ] |
| 11   | 2004년   | 2월 11일  | 3차전 | 중국 상하이(上海) 왕바오허(王寶和) 호텔 | 구리 七단            | 원성진 五단          | 282수 흑 2집반승 | [ 깨진 링크 ( 과거 내용 찾기 ) ] |
| 12   | 2004년   | 2월 12일  | 3차전 | 중국 상하이(上海) 왕바오허(王寶和) 호텔 | 가토 마사오 九단     | 구리 七단            | 170수 백 불계승  | [ 깨진 링크 ( 과거 내용 찾기 ) ] |
| 13   | 2004년   | 2월 13일  | 3차전 | 중국 상하이(上海) 왕바오허(王寶和) 호텔 | 이창호 九단          | 가토 마사오 九단     | 230수 백 불계승  | [ 깨진 링크 ( 과거 내용 찾기 ) ] |
| 14   | 2004년   | 2월 14일  | 3차전 | 중국 상하이(上海) 왕바오허(王寶和) 호텔 | 이창호 九단          | 린하이펑 九단        | 145수 흑 불계승  | [ 깨진 링크 ( 과거 내용 찾기 ) ] |

결과: 대한민국 우승 (5승 4패), 일본 준우승 (6승 5패), 중국 3위 (3승 5패)